# The Best Disco... Ever!
The Best Disco... Ever! – ósma składanka z popularnej serii The Best... Ever!, zawierająca najpopularniejsze utwory disco w historii.
Album w Polsce uzyskał status poczwórnej platynowej płyty.

## Lista utworów

### CD 1
1. The Pointer Sisters – „I’m So Excited”
2. Village People – „Y.M.C.A.”
3. The Rubettes – „Sugar Baby Love”
4. KC and the Sunshine Band – „That's The Way (I Like It)”
5. Gloria Gaynor – „I Will Survive”
6. Earth, Wind & Fire – „September”
7. Quincy Jones – „Ai No Corrida”
8. Donna Summer – „Love to Love You”
9. Barry White – „You’re the First, the Last, My Everything”
10. The Weather Girls – „It’s Raining Men”
11. Hot Chocolate – „You Sexy Thing”
12. Brass Construction – „Movin’”
13. First Choice – „Armed & Extremely Dangerous”
14. Sister Sledge – „We Are Family”
15. Diana Ross – „I’m Coming Out”
16. Barry Manilow – „Copacabana”
17. Cheryl Lynn – „Got to Be Real”
18. The Hues Corporation – „Rock the Boat”
19. George Clinton – „Atomic Dog”

### CD 2
1. Kool and the Gang – „Get Down on It”
2. Gibson Brothers – „Cuba”
3. Michael Zager – „Let’s All Chant”
4. Rose Royce – „Car Wash”
5. Candi Station – „Young Hearts Run Free”
6. Tavares – „Heaven Must Be Missing an Angel”
7. The Trammps – „Disco Inferno”
8. Dan Hartman – „Instant Replay”
9. Ottawan  – „D.I.S.C.O.”
10. Chic – „Le Freak”
11. Labelle – „Lady Marmalade”
12. Maze feat. Frankie Beverly – „Joy and Pain (Live in New Orleans)”
13. Amii Stewart – „Knock on Wood”
14. Patrice Rushen – „Forgets Me Nots”
15. A Taste Of Honey – „Boogie Oogie Oogie”
16. Jimmy „Bo” Horne – „Spank”
17. Carl Douglas – „Kung-Fu Fighting”
18. Chaka Khan – „Ain’t Nobody”
19. Anita Ward – „Ring My Bell”

### CD 3
1. Bananarama – „Venus”
2. Boney M – „Daddy Cool”
3. B3 – „Nightfever”
4. Murray Head – „One Night in Bangkok”
5. Army of Lovers – „Crucified”
6. Kool and the Gang – „Celebration”
7. George McCrae – „Rock Your Baby”
8. Blondie – „Heart of Glass”
9. Little Eva – „Locomotion”
10. Belle Epoque – „Black Is Black”
11. The Whispers – „And the Beat Goes on”
12. Imagination – „Just An Illusion”
13. Odyssey – „Going Back to My Roots”
14. Soundalikes – „Stayin' Alive (Tribute To The Bee Gees)”
15. Donna Summer – „Hot Stuff”
16. Viola Willis – „Gonna Get Along Without You Now”
17. Marvin Gaye – „Got to Give It Up”

### CD 4
1. Ryan Paris – „Dolce Vita”
2. Londonbeat – „I've Been Thinking About You”
3. MC Hammer – „U Can’t Touch This”
4. Haddaway – „What Is Love”
5. Corona – „Rhythm of the Night”
6. Culture Beat – „Mr. Vain”
7. La Bouche – „Be My Lover”
8. Whigfield – „Saturday Night”
9. Baltimora – „Tarzan Boy”
10. Dr. Alban – „It’s My Life”
11. Modern Talking – „You’re My Heart, You’re My Soul”
12. Sabrina – „Boys”
13. Sandra – „In The Heat of the Night”
14. Culture Club – „Karma Chameleon”
15. Kajagoogoo – „Too Shy”
16. Erasure – „Take a Chance on Me”
17. Soft Cell – „Tainted Love”